# Io e la vacca

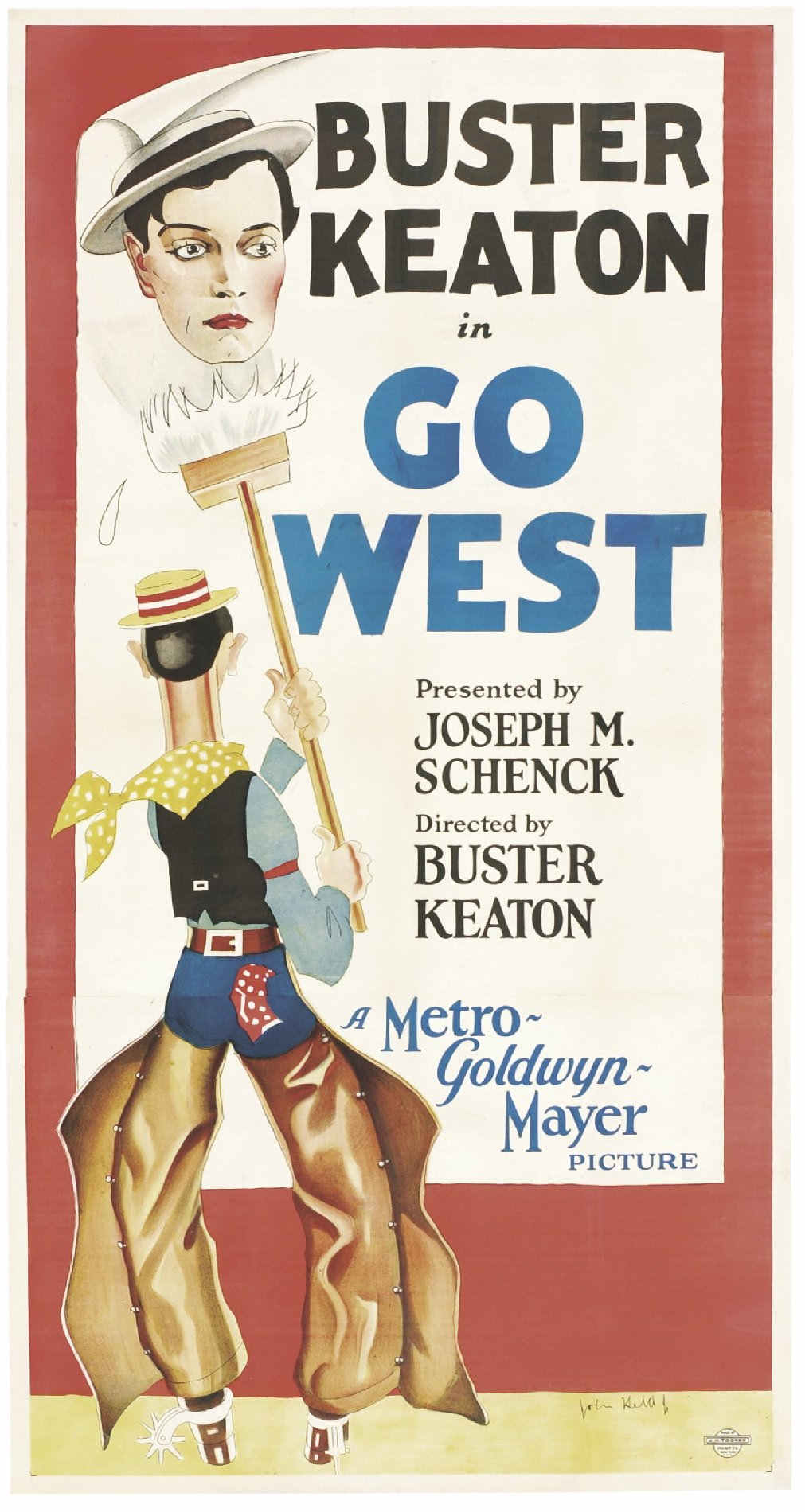
Locandina statunitense

Io e la vacca (Go West) è un film del 1925 diretto e interpretato da Buster Keaton.
Conosciuto in Italia anche come Andate al West, è il primo film di Keaton senza i collaboratori che lo avevano accompagnato nelle pellicole precedenti: Jean Havez, Clyde Bruckman e Joseph Mitchell.
Esiste una versione ridotta di 55 mn., generalmente trasmessa sul piccolo schermo.
Nel 1995 il chitarrista Bill Frisell pubblicò il suo sesto album Go West: Music for the Films of Buster Keaton con musiche di accompagnamento al film di Keaton.

## Trama
Un giovane solitario e senza soldi, Friendless (Senzamici), si avvia verso il Far West in cerca di fortuna: caduto dal treno, si ritrova nel mezzo al deserto. Riesce a raggiungere un ranch, dove viene assunto per accudire il bestiame. Friendless viene incaricato di aiutare gli altri cowboys a controllare le mucche. Friendless, però, cade da cavallo e, vicino a lui, vede una mucca zoppicare. Allora le alza la zampa e le toglie una pietra che si era incastrato nello zoccolo. La mucca, riconoscente, inizia a seguire dappertutto Friendless e a proteggerlo. In una scena lo salva anche da un toro. I due diventano amici. Quando il proprietario del ranch vende il bestiame, Friendless non potendo accettare che Brown-eyes finisca al macello, tenta in vari modi di salvarla e finisce con l'imbarcarsi sul treno che sta trasportando il bestiame a Los Angeles. Giunti in stazione, Friendless libera Brown-eyes e le altre mucche che invadono la città. Il proprietario del ranch viene avvertito che nessun capo del bestiame è giunto a destinazione ed egli rischia così la rovina. Parte immediatamente per Los Angeles insieme a sua figlia e arriva giusto in tempo per vedere Friendless riportare il bestiame nel recinto. Salvato dalla rovina, il proprietario del ranch è disposto a concedere a Friendless qualsiasi cosa vorrà chiedergli. "Lei", risponde Friedless indicando dietro di lui. Il proprietario del Ranch crede per un momento che si tratti della figlia la quale si trova proprio dietro al protagonista. In realtà Friendless indicava Brown-eyes che era dietro di lui nascosta da una staccionata.

## Critica
- "(...) forse, il solo film in cui con discrezione pudica si avvicina al pathos di Chaplin"[5]
- "(...) il ritorno al West, ai grandi spazi naturali, gli permette di giocare ampiamente su certi gag di sproporzione (il deserto troppo grande, il protagonista troppo piccolo)"[6].